# Liste bekannter Tiere

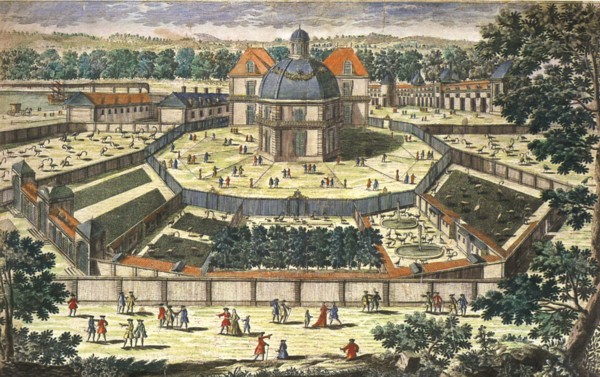
Menagerie im Park von Versailles zur Zeit König Ludwigs XIV.

Die Liste bekannter Tiere nennt mit Eigennamen bekannte Individuen verschiedener Tierarten, die Bekanntheit erlangten, etwa durch die Literatur, die Kunst, die Presse oder den Film.
Hier nicht enthalten sind sagenhafte oder mythologische Tiere und ebenso nicht die in Literatur und Film, im Comic oder in der Werbung erfundenen Tiere (siehe dazu die Liste fiktionaler Tiere).
Hier nicht enthalten, sondern in eigenen Listen geführt werden Pferde, Hunde und Katzen.
Die Liste erhebt keinen Anspruch auf Vollständigkeit. Alle bekannten Tiere mit eigenem Wikipediaartikel sollen aufgeführt werden. Tiere ohne Wikipediaartikel können eingetragen werden, wenn ein eigener Artikel denkbar ist.

## Legende

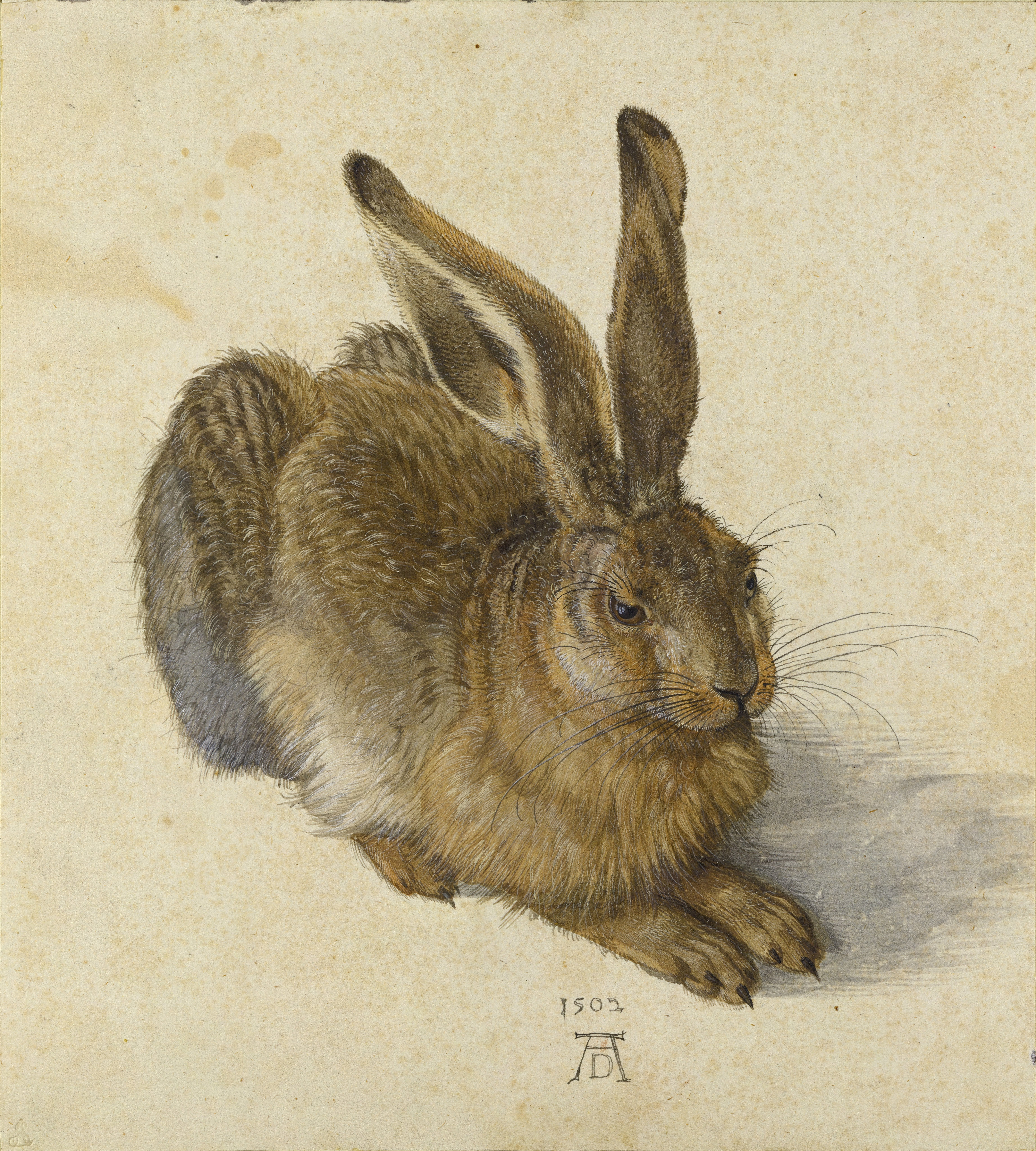
Albrecht Dürer: Feldhase. Aquarell, 25 cm × 22,5 cm; Albertina (Wien)

In der Tabelle können die Tiere anhand der zweiten Spalte nach Art und nach Jahrhundert gruppiert werden.
Zudem weist die Tabelle in der Spalte Haltung eine weitere Gruppierungsmöglichkeit auf, die die Tiere auch im Hinblick auf die Ziele und Motive der ihnen vom Menschen zugewiesenen Art ihres Daseins aufrufen lässt. Diese Spalte ist wie folgt differenziert:
- Als Assistenztiere werden die Tiere gruppiert, die im Rahmen amtlicher oder funktionaler Tätigkeiten zum Einsatz kamen, wie zum Beispiel der Pavian Jack als Assistent eines südafrikanischen Streckenwärters.
- Als Forschungstiere sortiert sind in Forschung und Wissenschaft eingesetzte oder diesbezüglich in besonderer Weise gehütete Tiere, wie zum Beispiel die Hündin Laika, das erste Geschöpf im Erdorbit.
- Als Haustiere zusammengefasst werden die Tiere, die durch ihre Besitzer, in der Regel Personen des öffentlichen Lebens und der Politik, in Vergangenheit und Gegenwart besonderes öffentliches Interesse erregten, wie zum Beispiel die Reichshunde Otto von Bismarcks.
- Als Herrschertiere deklariert sind Tiere, die seit der frühen Neuzeit bis zu Beginn des 19. Jahrhunderts von Kaisern, Königen, Fürsten oder Päpsten in exklusiven Menagerien gehalten wurden, wie zum Beispiel Hanno, der Elefant Papst Leos X.
- Als Jahrmarktstiere sind die seit dem 17. Jahrhundert durch Tierschausteller öffentlich gezeigten Tiere gruppiert, die in besonderer Weise rezipiert wurden und in die Annalen eingingen, wie zum Beispiel das Nashorn Clara, im 18. Jahrhundert auf Europatournee.
- Als Medientiere sind sowohl Tiere erfasst, die öffentliche Anteilnahme hervorriefen und durch ihre besondere Erwähnung in Presse, Rundfunk und Fernsehen oder durch Mundpropaganda in die Literatur eingegangen sind, wie zum Beispiel Bruno, der „Problembär“ von 2006. Desgleichen werden in dieser Sparte Tierdarsteller in Film und Fernsehen geführt, die als Individuen namentlich bekannt geworden sind, wie zum Beispiel der Schäferhund Rin Tin Tin, ein erfolgreicher Filmhund.[2]
- Als Zirkustiere werden Tiere geführt, die in einem Zirkus untergebracht waren oder sind und in besonderer Weise öffentliches Aufsehen erregten
- Als Zootiere sind die Tiere benannt, die in zoologischen Gärten beheimatet waren oder sind und als individuelle Tiere über ihren Ort hinaus bekannt wurden, wie zum Beispiel Knut, ein Berliner Eisbär.

## Liste
| Name                                  | Art                                                                       | Haltung                  | Jahr- hundert | Lebenszeit                                          | Bemerkungen | Bild                                   |
| ------------------------------------- | ------------------------------------------------------------------------- | ------------------------ | ------------- | --------------------------------------------------- | --- | -------------------------------------- |
| Abul Abbas                            | Asiatischer Elefant                                                       | Herrschertier            | 09. Jh.       | * vor 801 † 810                                     | Geschenk Hārūn ar-Raschīds an Karl den Großen |                                        |
| Adwaita                               | Aldabra-Riesenschildkröte                                                 | Zootier                  | 18.–21. Jh.   | * um 1750 † 22. März 2006                           | Männliche Aldabra-Riesenschildkröte im Zoo von Kalkutta in Indien, galt bei ihrem Ableben mit wahrscheinlich 256 Jahren als ältestes lebendes Wirbeltier. |                                        |
| Alex                                  | Graupapagei                                                               | Forschungstier           | 20./21. Jh.   | * um 1976 † 6. September 2007                       | Sprechender Papagei |                                        |
| Antje                                 | Walross                                                                   | Zootier                  | 20./21. Jh.   | * 25. Mai 1976 † 17. Juli 2003                      | Walross aus dem Hamburger Zoo, langjähriges Maskottchen des NDR |                                        |
| Attila                                | Steinadler                                                                | Medientier               | 21. Jh.       | * 30. April 2004                                    | Maskottchen von Eintracht Frankfurt, lebt im Wildpark Alte Fasanerie |                                        |
| Azy                                   | Orang-Utan                                                                | Forschungstier           | 20./21. Jh.   | * 24. November 1977                                 | Einer von zwei Orang-Utans, die sich mittels Symbolen verständigen konnten |                                        |
| Baba                                  | Asiatischer Elefant                                                       | Jahrmarktstier           | 19. Jh.       | * vor 1824 † nach 1840                              | Dressierter schmausender Elefant in der ersten Hälfte des 19. Jh.s |                                        |
| Bao Bao                               | Großer Panda                                                              | Zootier                  | 20./21. Jh.   | * 1978 † 22. August 2012                            | Publikumsliebling des Zoologischen Gartens Berlin |                                        |
| Bart the Bear                         | Kodiakbär                                                                 | Medientier               | 20. Jh.       | * 19. Januar 1977 † 10. Mai 2000                    | Männlicher Kodiakbär, wirkte zwischen 1980 und 1998 in zahlreichen Hollywoodfilmen mit |                                        |
| Bella                                 | Orang-Utan                                                                | Zootier                  | 20./21. Jh.   | * 1961                                              | Ältester Orang-Utan der Welt. Adoptierte im Alter von 60 Jahren ein verwaistes Orang-Utan-Baby |                                        |
| Benjamin                              | Beutelwolf                                                                | Zootier - Endling        | 20. Jh.       | * vor 1924 † 6./7. September 1936                   | Letzter lebender Beutelwolf und am längsten in menschlicher Obhut lebendes Exemplar |                                        |
| Benson                                | Karpfen                                                                   | Medientier               | 20./21. Jh.   | * um 1984 † 4. August 2009                          | Zeitweise größter Schuppenkarpfen Großbritanniens, 63-mal gefangen |                                        |
| Berninis Elefant                      | Asiatischer Elefant                                                       | Jahrmarktstier           | 17. Jh.       | * vor 1629 † nach 1631                              | Der erste Jahrmarktselefant der Geschichte und Obeliskenträger in Rom |                                        |
| Bestie des Gévaudan                   | Wolf; Löwe, Hyäne; Afrikanischer Wildhund; Hybride (häufigste Hypothesen) | Medientier               | 18. Jh        | * unbekannt † 19. Juni 1767                         | Wildtier, das Menschen angriff und tötete. Zwischen 1764 und 1767 für mindestens 100 Todesfälle verantwortlich. |                                        |
| Bobby                                 | Gorilla                                                                   | Zootier                  | 20. Jh.       | * um 1926 † 1. August 1935                          | Männlicher Gorilla, der im Alter von etwa zwei Jahren als erster Gorilla in den Zoologischen Garten Berlin einzog und bis heute das Logo des Zoos ziert. |                                        |
| Bokito                                | Westlicher Gorilla                                                        | Zootier                  | 20./21. Jh.   | * 14. März 1996 † 4. April 2023                     | Bokito brach mehrfach aus seinen Gehegen in den Zoos von Berlin und Rotterdam aus und ist inoffizielles Maskottchen von Feyenoord Rotterdam |                                        |
| Bubbles                               | Gemeiner Schimpanse                                                       | Haustier                 | 20./21. Jh.   | * 30. April 1983                                    | Haustier von Michael Jackson |                                        |
| Bulette                               | Flusspferd                                                                | Zootier                  | 20./21. Jh.   | * 3. April 1952 † 31. Dezember 2005                 | Bekanntes weibliches Flusspferd des Zoologischen Gartens Berlin |                                        |
| Castor und Pollux                     | Elefanten                                                                 | Zootier                  | 19. Jh.       | † 25. oder 26. Dezember 1870                        | Während der Belagerung von Paris 1870 im Deutsch-Französischen Krieg von der Bevölkerung verspeist |                                        |
| Champawat-Tiger                       | Königstiger                                                               | Medientier               | 19./20. Jh.   | † 1907                                              | Der Champawat-Tiger, auch Bestie von Champawat, war ein weiblicher Königstiger, das in den letzten Jahren des 19. Jahrhunderts und den ersten Jahren des 20. Jahrhunderts 436 Menschen in Nepal und der indischen Division Kumaon tötete. Dem Guinness-Buch der Rekorde zufolge sind durch den Champawat-Tiger mehr Menschen ums Leben gekommen als durch jedes andere Tierexemplar. Das Tigerweibchen wurde im Jahr 1907 von dem damals 31-jährigen Jim Corbett erlegt.                           |                                        |
| Chantek                               | Orang-Utan                                                                | Forschungstier           | 20./21. Jh.   | * 17. Dezember 1977 † 7. August 2017                | Orang-Utan mit der Fähigkeit zur Kommunikation in Zeichensprache, mit einem Sprachumfang von 140 Worten |                                        |
| Charly                                | Südliches Breitmaulnashorn                                                | Zootier                  | 20./21. Jh.   | * 1958 † 29. Oktober 2011                           | Das älteste Nashorn der Welt, das mit 53 Jahren in einem Tierpark gehalten wurde |                                        |
| Cher Ami                              | Taube                                                                     | Assistenztier            | 20. Jh.       | * 3. April 1918 † 13. Juni 1919                     | Militärbrieftaube im Ersten Weltkrieg |                                        |
| Chunee                                | Asiatischer Elefant                                                       | Zootier                  | 19. Jh.       | * um 1808 † 23. Februar 1826                        | Lebte 14 Jahre lang im ersten Stock eines Hauses in der Londoner Innenstadt und wurde dann dort erschossen |                                        |
| Clara                                 | Panzernashorn                                                             | Jahrmarktstier           | 18. Jh.       | * 1738 † 14. April 1758                             | Panzernashorn aus Bengalen, tourte erfolgreich durch ganz Europa |                                        |
| Clarence                              | Löwe                                                                      | Medientier               | 20. Jh.       | * 1961/62 † 14. Juli 1969                           | Bekannter Löwe aus der Serie Daktari, der szenenweise allerdings gedoubelt wurde | Der Löwe Clarence und Judy 1967        |
| Clarence                              | Haussperling                                                              | Haustier                 | 20. Jh.       | * 1. Juli 1940 † 23. März 1952 oder 23. August 1952 | Im Zweiten Weltkrieg in London stadtbekannter Spatz |                                        |
| Congo                                 | Gemeiner Schimpanse                                                       | Zootier                  | 20. Jh.       | * 1954 † 1964                                       | Produzierte über 400 Zeichnungen und Gemälde |                                        |
| Cornelius I.                          | Spitzmaulnashorn                                                          | Zootier                  | 20./21. Jh.   | * vor 1965 † 3. April 2013                          | Spitzmaulnashorn, das es in den 1960er Jahren zum Parteivorsitzenden der Parti Rhinocéros in Kanada brachte |                                        |
| Crabzilla                             | Japanische Riesenkrabbe                                                   | Zootier                  | 20./21. Jh.   | * um 1970                                           | Eine der größten in Gefangenschaft lebenden Riesenkrabben. |                                        |
| Crowninshields Elefant                | Elefant                                                                   | Zirkustier               | 18./19. Jh.   | * um 1793 † vermutlich am 31. Juli 1822             | Erster Elefant in Amerika |                                        |
| Dolly                                 | Hausschaf                                                                 | Forschungstier           | 20./21. Jh.   | * 5. Juli 1996 † 14. Februar 2003                   | Erstes geklontes Säugetier |                                        |
| Doretta                               | Gans                                                                      | Medientier               | 21. Jh.       | * Juni 2000 † Mai 2009                              | bekannt als „Kanzlergans“ |                                        |
| Eberhard                              | Wildschwein                                                               | Haustier                 | 20. Jh.       | um 1928                                             | Wildschwein, das Ferdinand Sauerbruch von seinem Kollegen Paul Gohrbandt geschenkt bekam |                                        |
| Ebun                                  | Breitmaulnashorn                                                          | Zootier                  | 21. Jh.       | * 20. September 2009                                | Verstoßen vom Muttertier und im Fernsehen getauft |                                        |
| Elefant von Antwerpen                 | Elefant                                                                   | Herrschertier            | 16. Jh.       | * vor 1562 † nach 1563                              | Zweiter Elefant Maximilians II., nachdem der erste namens Soliman 1553 verendet war |                                        |
| Elefant von Cremona                   | Elefant                                                                   | Herrschertier            | 13. Jh.       | * vor 1229 † nach 1240                              | Im Besitz des Stauferkaisers Friedrichs II. und sein Begleiter bei Triumphzügen. |                                        |
| Elefant Ludwigs IX.                   | Afrikanischer Elefant                                                     | Herrschertier            | 13. Jh.       | * vor 1255 † 1258                                   | Geschenk Ludwigs IX. von Frankreich an Heinrich III. von England und 1255 der erste Elefant in London |                                        |
| Elefant Ludwigs XIV.                  | Afrikanischer Elefant                                                     | Herrschertier            | 17. Jh.       | * vor 1664 † nach 1681                              | Einziger zwischen 1483 und 1882 in Europa nachgewiesener afrikanischer Elefant, der 13 Jahre in Versailles lebte. |                                        |
| Elefant von Murten                    | Asiatischer Elefant                                                       | Zirkustier               | 19. Jh.       | † 29. Juni 1866                                     | Nach einer Jagd durch die schweizerische Kleinstadt Murten mit einer Kanone erlegt |                                        |
| Elefanten von Garnier                 | Elefanten                                                                 | Jahrmarktstiere          | 19. Jh.       | † 1819; † 1820                                      | In Venedig und Genf jeweils 1819 und 1820 von Kanonenkugeln durch Mauerwerke getötet |                                        |
| Fatou                                 | Gorilla                                                                   | Zootier                  | 20./21. Jh.   | * um 1957                                           | Seit 1959 im Zoologischen Garten Berlin, gilt als der Gorilla mit dem höchsten bisher dokumentierten Alter. |                                        |
| Fiona                                 | Flusspferd                                                                | Zootier                  | 21. Jh.       | * 24. Januar 2017                                   | Wurde als Jungtier des Zoos von Cincinnati im ersten Halbjahr seines Lebens zum Goldesel und Social-Media-Star („Fionamania“). Das erste Flusspferd, von dem pränatale Ultraschallbilder angefertigt wurden. |                                        |
| Flocke                                | Eisbär                                                                    | Zootier                  | 21. Jh.       | * 11. Dezember 2007                                 | Geboren im Tiergarten Nürnberg und dortiger Publikumsliebling |                                        |
| Floquet de Neu („Schneeflöckchen“)    | Gorilla                                                                   | Zootier                  | 20./21. Jh.   | * um 1963/1964 † 24. November 2003                  | Einziger bekannter Albino-Gorilla und das Maskottchen des Zoos von Barcelona |                                        |
| Freya                                 | Walross                                                                   | Medientier               | 21. Jh.       | * vor 2019 † 14. August 2022                        | Das Walrossweibchen wurde von 2019 bis zur Erschießung in Küstenregionen von mehreren an die Nordsee angrenzenden Ländern gesichtet. Das 600 bis 700 Kilogramm schwere Tier kletterte auf Freizeitboote und brachte diese dadurch zum Kentern. |                                        |
| Fu Hu                                 | Großer Panda                                                              | Zootier                  | 21. Jh.       | * 23. August 2010                                   | Geboren im Tiergarten Schönbrunn |                                        |
| Fu Long                               | Großer Panda                                                              | Zootier                  | 21. Jh.       | * 23. August 2007                                   | Geboren im Tiergarten Schönbrunn |                                        |
| G.I. Joe                              | Taube                                                                     | Assistenztier            | 20. Jh.       | * 24. März 1943 † 3. Juni 1961                      | Militärbrieftaube der US-Armee im Zweiten Weltkrieg |                                        |
| Goethe-Elefant                        | Asiatischer Elefant                                                       | Herrschertier            | 18. Jh.       | * um 1771 † 1780                                    | Seit 1773 in der Menagerie des Landgrafen Friedrichs II. in Kassel und Lieferant des Schädels für Goethes Studien vom Zwischenkieferknochen |                                        |
| Grape-kun                             | Humboldt-Pinguin                                                          | Zootier                  | 20./21. Jh.   | * 16. April 1996 † 12. Oktober 2017                 | „Verliebte“ sich in eine Werbefigur |                                        |
| Harambe                               | Westlicher Flachlandgorilla                                               | Zootier                  | 20./21. Jh.   | * 27. Mai 1999 † 28. Mai 2016                       | Berühmt geworden nach seiner Tötung |                                        |
| Ham                                   | Gemeiner Schimpanse                                                       | Forschungstier           | 20. Jh.       | * Juli 1956 † 19. Januar 1983                       | Erster Schimpanse, der im Verlauf des Mercury-Programms im Jahre 1961 ins Weltall geschossen wurde. |                                        |
| Hanno                                 | Asiatischer Elefant                                                       | Herrschertier            | 16. Jh.       | * um 1510 † 1516                                    | Geschenk von Manuel I. von Portugal an Papst Leo X. und dessen Lieblingstier |                                        |
| Hansken                               | Asiatischer Elefant                                                       | Jahrmarktstier           | 17. Jh.       | * 1630 † 1655                                       | Eine gelehrte Elefantenkuh, verewigt im Werk Rembrandts |                                        |
| Harriet                               | Galápagos-Riesenschildkröte                                               | Zootier                  | 19.–21. Jh.   | * um 1830 † 23. Juni 2006                           | Galápagos-Riesenschildkröte und bei ihrem Tod eines der ältesten bekannten Tiere der Welt |                                        |
| Heidi                                 | Virginia-Opossum                                                          | Zootier                  | 21. Jh.       | * 2008 † 28. September 2011                         | Erregte durch ihr Schielen große Aufmerksamkeit in den Medien |                                        |
| Heiyantuduwa Raja                     | Sri-Lanka-Elefant                                                         | Assistenztier            | 20./21. Jh.   | * um 1924 † 6. November 2002                        | Träger der Zahnreliquie des Buddha bei der Dalada-Perahera-Prozession im Tempel Sri Dalada Maligawa. Seine Stoßzähne maßen zu seinen Lebzeiten jeweils 2,3 m (7 ft 6 in) und galten als die längsten Stoßzähne eines Elefanten in Sri Lanka. |                                        |
| Hennes                                | Geißbock                                                                  | Medientier               | 21. Jh.       |                                                     | Maskottchen vom 1. FC Köln, im Todesfall wird ein neuer Geißbock ausgewählt. z.Zt.(2022) ist Hennes IX im Amt |                                        |
| Hoover                                | Seehund                                                                   | Zootier                  | 20. Jh.       | * 1971 † 25. Juli 1985                              | Seehund, der die menschliche Stimme nachahmen konnte. Publikumsliebling des New England Aquariums |                                        |
| Hua Mei                               | Großer Panda                                                              | Zootier                  | 20./21. Jh.   | * 21. August 1999                                   | Weiblicher Bambusbär, nach künstlicher Befruchtung in den USA geboren, 2004 nach China gebracht, dort mit eigenem Nachwuchs |                                        |
| Jack                                  | Bärenpavian                                                               | Assistenztier            | 19. Jh.       | † 1890                                              | Assistenztier eines gehbehinderten Streckenwärters in Südafrika |                                        |
| Jeremy                                | Gefleckte Weinbergschnecke                                                | Forschungstier           | 21. Jh.       | * vor 2016 † 11. Oktober 2017                       | Schnecke mit seltenem linksdrehendem Gehäuse |                                        |
| JJ1, auch „Bruno“ oder „Problembär“   | Braunbär                                                                  | Medientier               | 21. Jh.       | * 2004 † 26. Juni 2006                              | 2006 von Italien nach Bayern eingewanderter Braunbär und nach 170 Jahren der erste freilebende Bär in Deutschland |                                        |
| Jonathan                              | Seychellen-Riesenschildkröte                                              | Forschungstier           | 19.–21. Jh.   | * um 1832                                           | Jonathan lebt auf der Atlantikinsel St. Helena im Garten des Plantation House und ist das älteste bekannte Landtier (Stand 2022) |                                        |
| Judy                                  | Gemeiner Schimpanse                                                       | Medientier               | 20. Jh.       | * um 1965                                           | Bekannter Schimpanse aus der Serie Daktari |                                        |
| Jumbo                                 | Afrikanischer Elefant                                                     | Jahrmarktstier           | 19. Jh.       | * um 1860 † 15. September 1885                      | Aufgrund seiner Größe tituliert als „König der Elefanten“ und gestorben nach einer Kollision mit einer Lokomotive |                                        |
| Kai                                   | Südliches Breitmaulnashorn                                                | Zootier                  | 20./21. Jh.   | * 1991 † 2019                                       | Die weltweit erste Auswilderung eines in Europa geborenen Nashorns |                                        |
| Kanzi                                 | Bonobo                                                                    | Forschungstier           | 20./21. Jh.   | * 28. Oktober 1980                                  | trainierter Bonobo |                                        |
| Keiko                                 | Orca                                                                      | Medientier               | 20./21. Jh.   | * um 1976/77 † 12. Dezember 2003                    | dressierter Schwertwal, Star mehrerer Kinofilme (Free Willy) |                                        |
| Kibali                                | Afrikanischer Elefant                                                     | Zootier                  | 21. Jh.       | * 13. Juli 2019 † 9. Juli 2021                      | Babyelefant, mit dessen Körperlänge in Österreich während der Corona-Pandemie Abstandsregeln veranschaulicht wurden |                                        |
| Kiri                                  | Asiatischer Elefant                                                       | Zootier                  | 20./21. Jh.   | * 1962 † 7. August 2007                             | Elefantenkuh im Tiergarten Nürnberg, die nach einem Stoß durch ihre Gehegegenossin Yvonne umfiel und bald darauf starb |                                        |
| Knautschke                            | Flusspferd                                                                | Zootier                  | 20. Jh.       | * 29. Mai 1943 † 20. Juni 1988                      | Bekanntes Flusspferd des Zoologischen Gartens Berlin und Vater der Bulette |                                        |
| Knut                                  | Eisbär                                                                    | Zootier                  | 21. Jh.       | * 5. Dezember 2006 † 19. März 2011                  | Nach seiner Geburt im Zoologischen Garten Berlin weltweiter Medienstar |                                        |
| Lilli                                 | Gans                                                                      | Medientier               | 20. Jh.       |                                                     | Die Gans Lilli verbrachte ihr Leben auf den Schienen der bis 30. August 1970 im Wiener Stadtteil Sievering endenden Straßenbahnlinie 39, von wo sie der Fahrer stets wegtragen musste, um die Weiterfahrt zu ermöglichen. | Das Denkmal der Gans Lilli             |
| Lin Wang                              | Asiatischer Elefant                                                       | Assistenztier, Zootier   | 20./21. Jh.   | * um 1917 † 26. Februar 2003                        | Wurde während des Zweiten Japanisch-Chinesischen Krieges (1937–1945) von den chinesischen Expeditionsstreitkräften eingesetzt und später mit den Kuomintang-Truppen nach Taiwan evakuiert. Hier verbrachte er den Rest seines Lebens im Zoo Taipei und war dessen bekanntestes Tier. | Lin Wang mit General Sun Li-jen (1947) |
| Lolita                                | Orca                                                                      | Zootier                  | 20./21. Jh.   | * um 1966 † 18. August 2023                         | lebte über 50 Jahre im Miami Seaquarium in Florida | Lolita im Miami Seaquarium (1998)      |
| Lonesome George                       | Galápagos-Riesenschildkröte                                               | Forschungstier - Endling | 20./21. Jh.   | * um 1910 † 24. Juni 2012                           | Letzte bekannte Riesenschildkröte der Unterart Geochelone nigra abingdoni |                                        |
| Luise                                 | Wildschwein                                                               | Assistenztier            | 20. Jh.       | * 5. Juli 1984 † 18. April 1998                     | Spürwildsau der Polizei Niedersachsen, 1985 offizielles Mitglied der Polizei-Hundestaffel in Hildesheim |                                        |
| Luna                                  | Orca                                                                      | Medientier               | 20./21. Jh.   | * 19. September 1999 † 10. März 2006                | Von den Mowachaht-Muchalaht-Indianern verehrt |                                        |
| Magawa                                | Riesenhamsterratte                                                        | Assistenztier            | 21. Jh.       | * 25. November 2013 † 8. oder 9. Januar 2022        | Minensuchtier - Mit der PDSA Gold Medal ausgezeichnet |                                        |
| Mantacore                             | Weißer Königstiger                                                        | Zirkustier               | 20./21. Jh.   | * 1997 † 19. März 2014                              | Der weiße Tiger Mantacore lebte im Siegfried & Roy Secret Garden and Dolphin Habitat im Mirage-Hotel in Las Vegas und war Teil der Show Siegfried & Roy at The Mirage des Zauberkünstler- und Dompteur-Duos Siegfried und Roy im Mirage. 2003 griff Mantacore während einer Show von Siegfried und Roy seinen Dompteur Roy Horn an und verletzte ihn schwer. |                                        |
| Marco                                 | Pelikan                                                                   | Zootier                  | 20. Jh.       | * vor 1960 † 1985                                   | beim Aquarium von Triest, zuvor in Südafrika, von klein auf an Menschen gewohnt |                                        |
| Marjan                                | Löwe                                                                      | Zootier                  | 20./21. Jh.   | * 1976 † 25. Januar 2002                            | Löwe im Zoo von Kabul, der ein Attentat und einen Krieg überlebte |                                        |
| Martha                                | Taube                                                                     | Zootier - Endling        | 19./20. Jh.   | * um 1885 † 1. September 1914                       | Letzte lebende Wandertaube |                                        |
| Martina                               | Graugans                                                                  | Forschungstier           | 20. Jh.       | * 1935 † unbekannt                                  | erste auf Konrad Lorenz geprägte Graugans |                                        |
| Mary                                  | Asiatischer Elefant                                                       | Zirkustier               | 20. Jh.       | † 13. September 1916                                | Zirkuselefantin, in Tennessee gehenkt |                                        |
| Massa                                 | Westlicher Flachlandgorilla                                               | Zootier                  | 20./21. Jh.   | * 1971 † 1. Januar 2020                             | ältester züchtender Gorilla Europas, verstorben bei Brand im Krefelder Zoo |                                        |
| Matze                                 | Westlicher Flachlandgorilla                                               | Zootier                  | 20./21. Jh.   | * um 1957 † 13. August 2008                         | ältester züchtender Gorilla der Welt und Wahrzeichen des Frankfurter Zoos |                                        |
| Max                                   | Weißstorch                                                                | Forschungstier           | 20./21. Jh.   | * um 20. Mai 1999 † vor Dezember 2012               | Die Weißstörchin Max ist das am längsten (1999–2012) mittels Sender-Ortung überwachte Tier. |                                        |
| Medici-Giraffe                        | Giraffe                                                                   | Herrschertier            | 15. Jh.       | * vor 1486 † kurz nach 1486                         | Geschenk von Sultan Kait-Bay an Lorenzo il Magnifico, 1486 in Florenz eine Sensation und für weitere gut 300 Jahre die einzige lebende Giraffe in Europa |                                        |
| Mike                                  | Haushuhn                                                                  | Haustier                 | 20. Jh.       | * April 1945 † März 1947                            | Kopflos lebender Hahn |                                        |
| Miss Baba                             | Asiatischer Elefant                                                       | Jahrmarktstier           | 19. Jh.       | † 1857                                              | Elefantenkuh einer Wandermenagerie mit spektakulärem Ende |                                        |
| Miss Baker                            | Totenkopfaffe                                                             | Forschungstier           | 20. Jh.       | * 1957 † 29. November 1984                          | Weltraum-Besucher 1959 |                                        |
| Moby Dick                             | Weißwal                                                                   | Medientier               | 20. Jh.       | fl. 1966                                            | Nach dem Roman von Herman Melville benannter Weißwal, der 1966 fernab seines arktischen Lebensraums im Rhein gesichtet wurde und wochenlang für großes Aufsehen sorgte |                                        |
| Monarch                               | Grizzlybär                                                                | Zootier                  | 19./20. Jh.   | * vor 1889 † Mai 1911                               | der letzte in Kalifornien eingefangene Grizzlybär. Er stand Modell für die Flagge Kaliforniens |                                        |
| Moo Deng                              | Zwergflusspferd                                                           | Zootier                  | 21. Jh.       | * 10. Juli 2024                                     | Nach der Geburt im Khao Kheow Open Zoo in Thailand weltweiter Medienstar |                                        |
| Möppi                                 | Europäischer Laubfrosch                                                   | Haustier                 | 20. Jh.       | Mitte der 1930er Jahre                              | Lebte in einem Terrarium im Hause von Edith und Otto Hahn in Berlin-Dahlem |                                        |
| Motty                                 | Elefant                                                                   | Zootier                  | 20. Jh.       | * 11. Juli 1978 † 21. Juli 1978                     | Der bisher einzige bekannte Hybride der beiden Elefantenarten des Asiatischen und Afrikanischen Elefanten |                                        |
| Nigel                                 | Australischer Tölpel                                                      | Medientier               | 21. Jh.       | † Januar 2018                                       | Der Tölpel, der eine Attrappe liebte |                                        |
| Nils Olav                             | Königspinguin                                                             | Zootier                  | 21. Jh.       |                                                     | Königspinguin des Edinburgh Zoo in Schottland und Ordensträger seit dem 15. August 2008, seither Sir Nils Olav III. |                                        |
| Obaysch                               | Flusspferd                                                                | Zootier                  | 19. Jh.       | * 1849 † 11. März 1878                              | Das erste Flusspferd in England und Inspiration für eine Polka |                                        |
| Orange Band                           | Schwarze Strandammer                                                      | Zootier - Endling        | 20. Jh.       | † 18. Juni 1987                                     | Letzte bekannte Schwarze Strandammer, lebte im Walt Disney World Resort |                                        |
| Paul                                  | Krake                                                                     | Zoo- und Medientier      | 21. Jh.       | * 26. Januar 2008 † 26. Oktober 2010                | Orakel zur Fußball-Weltmeisterschaft 2010 |                                        |
| Pelorus Jack                          | Rundkopfdelfin                                                            | Medientier               | 19./20. Jh.   | * vor 1888 † nach 1912                              | Rundkopfdelfin, der regelmäßig Dampfern durch die Cookstraße zwischen der Nordinsel und der Südinsel Neuseelands folgte. |                                        |
| Petermann                             | Gemeiner Schimpanse                                                       | Zootier                  | 20. Jh.       | * 1947 † 10. Oktober 1985                           | Dressierter Schimpanse im Kölner Zoo, der im Jahre 1985 bei einem Ausbruch den Zoodirektor schwer verletzte und schließlich von der Polizei erschossen wurde. |                                        |
| Petra                                 | Schwarzschwan                                                             | Medientier               | 21. Jh.       | * vor 2006                                          | Weiblicher Schwarzschwan in Münster, der in den Jahren 2006 bis 2008 einem schwanenförmigen Tretboot folgte |                                        |
| Petros                                | Rosapelikan                                                               | Medientier               | 20. Jh.       | * vor 1958 † 1986                                   | Rosapelikan auf Mykonos und das Maskottchen der Insel |                                        |
| Prinzesschen                          | Weißstorch                                                                | Medientier               | 20./21. Jh.   | * um 1990 † 23. Dezember 2006                       | Medienstar |                                        |
| Qaswa                                 | Kamel                                                                     | Herrschertier            | 07. Jh.       | * vor 624 † nach 630                                | Mohammeds Lieblingskamel |                                        |
| Quax                                  | Rosapelikan                                                               | Medientier               | 21. Jh.       | † 16. Februar 2012                                  | Mit Störchen reisende Pelikandame |                                        |
| Raja auch „Maligawa Raja“             | Sri-Lanka-Elefant                                                         | Assistenztier            | 20. Jh.       | * um 1913 † 16. Juli 1988                           | Gehörte dem Tempel Sri Dalada Maligawa in Kandy. Er nahm etwa 50 Sommer lang am Esala-Fest teil, davon 37 Jahre lang als Träger des Schreins mit der heiligen Zahnreliquie des Buddha bei der abschließenden Randoli perehera (Sänften-Prozession). Er war zu seinen Lebzeiten einer der am meisten verehrten Elefanten Asiens und für sein „edles“ Verhalten weltbekannt. Am 20. August 1986 erklärte der damalige sri-lankische Präsident Junius Richard Jayewardene Raja zum Nationalen Schatz. |                                        |
| Rasputin                              | Sibirischer Tiger                                                         | Zootier                  | 21. Jh.       | * 22. Dezember 2003 † 24. Februar 2016              | Sibirischer Tiger aus dem Allwetterzoo Münster |                                        |
| Rhinocerus, auch: „Dürers Rhinozeros“ | Panzernashorn                                                             | Herrschertier            | 16. Jh.       | † 1515                                              | Geschenk König Manuels I. von Portugal an Papst Leo X. in Rom 1515, das unterwegs ertrank und die Reise ausgestopft fortsetzte. |                                        |
| Rieke                                 | Giraffe                                                                   | Zootier                  | 20. Jh.       | * Oktober 1938 † 25. Februar 1957                   | Publikumsliebling des Berliner Zoos und als einziges evakuiertes Tier nach dem Zweiten Weltkrieg dorthin zurückgekehrt |                                        |
| Robby                                 | Gemeiner Schimpanse                                                       | Zirkustier               | 20./21. Jh.   | * 1971 oder 1975 † 11. November 2022                | Galt als der letzte in einem deutschen Zirkus (Cirkus Belly, Celle) gehaltene Menschenaffe. |                                        |
| Samantha (genannt Sam)                | Koala                                                                     | Medientier               | 21. Jh.       | * 2004 oder 2005 † 6. August 2009                   | Sam war ein von einem Feuerwehrmann bei den Buschbränden in Australien 2009 gerettetes Koalaweibchen. Bekannt ist das Video, in dem Sam Wasser aus einer Flasche trinkt. |                                        |
| Sammy                                 | Kaiman                                                                    | Medientier / Haustier    | 20./21. Jh.   | * 1989 † 2013                                       | Entkam 1994 in einem See in Dormagen und wurde einige Tage später wieder eingefangen. |                                        |
| Sandy                                 | Brillenpinguin                                                            | Zootier                  | 20./21. Jh.   | * 1996 † September 2021                             | Pinguin im Allwetterzoo Münster |                                        |
| Schongauers Elefant                   | Afrikanischer Elefant                                                     | Herrschertier            | 15. Jh.       | fl. 1483                                            | Geschenk Johanns II. von Portugal an Kaiser Friedrich III., belegt u. a. durch zwei Kupferstiche der Brüder Ludwig und Martin Schongauer |                                        |
| Shanti                                | Asiatischer Elefant                                                       | Zootier                  | 20. Jh.       | * 1948 † 29. Juni 1975                              | Wurde nach dem 2. Weltkrieg von Pandit Nehru den Berliner Kindern geschenkt. Publikumsliebling im Zoologischen Garten Berlin. |                                        |
| Shrek                                 | Merinoschaf                                                               | Haustier                 | 20./21. Jh.   | * um 1994 † 6. Juni 2011                            | Hatte sich unbemerkt jahrelang in Höhlen aufgehalten, so dass bei einem ersten Scheren 27 kg Wolle zusammenkamen. |                                        |
| Sirocco                               | Kakapo                                                                    | Medientier               | 20./21. Jh.   | * 23. März 1997                                     | Wegen eines Dominanzaktes gegenüber einem Menschen in der BBC-Fernsehserie Last Chance to See, basierend auf dem Buch Die Letzten ihrer Art des Zoologen Mark Carwardine bekannt geworden |                                        |
| Snowball                              | Gelbhaubenkakadu                                                          | Haustier                 | 20./21. Jh.   | * um 1996                                           | bekannt durch seine Fähigkeit, rhythmische Bewegungen zu Musik zu machen und diese dem Tempo der Musik anzupassen („Tanzen“) |                                        |
| Soliman                               | Asiatischer Elefant                                                       | Herrschertier            | 16. Jh.       | * um 1540 † 18. Dezember 1553                       | Elefant des Habsburgers und späteren Kaisers Maximilian und der erste Elefant in Wien |                                        |
| Sudan                                 | Breitmaulnashorn                                                          | Medientier               | 20./21. Jh.   | * 1973 † 19. März 2018                              | das letzte bekannte männliche Nördliche Breitmaulnashorn der Welt |                                        |
| Súlukongur                            | Albatros                                                                  | Medientier               | 19. Jh.       | * vor 1860 † um 1894                                | Einziger auf den Färöern je gesichteter Albatros und faröischer Namensgeber für den Schwarzbrauenalbatros |                                        |
| Sweetheart                            | Leistenkrokodil                                                           | Medientier               | 20. Jh.       | * vor 1971 † 19. Juli 1979                          | Wurde als Totemtier und sog. „Schurken-Krokodil“ in Australien weltweit bekannt |                                        |
| The Light of Asia                     | Elefant                                                                   | Zirkustier               | 19./20. Jh.   | * um 1884 † 16. Januar 1932                         | Wurde eingefärbt und im Zuge des Weiße-Elefanten-Krieges als angeblicher weißer Elefant vorgeführt. |                                        |
| Thibault                              | Hummer                                                                    | Haustier                 | 19. Jh.       | um 1850                                             | Erregte als öffentlich mitgeführtes, lebendes Schoßtier von Gérard de Nerval Mitte des 19. Jahrhunderts Aufsehen in der Pariser Bohème |                                        |
| Tiger von Sabrodt                     | Wolf                                                                      | Medientier               | 20. Jh.       | † 27. Februar 1904                                  | Im Jahr 1904 der letzte Wolf in der Lausitz |                                        |
| Tilikum                               | Großer Schwertwal                                                         | Medientier               | 20./21. Jh.   | * um November 1981 † 6. Januar 2017                 | SeaWorld-Orca, in den Tod von drei Menschen verwickelt |                                        |
| Timothy                               | Maurische Landschildkröte                                                 | Haustier                 | 19.–21. Jh.   | * um 1844 † 4. April 2004                           | Britisches Militärmaskotchen und letzter überlebender Teilnehmer des Krimkriegs | Timothy im Juli 1993                   |
| Timur                                 | Ziege                                                                     | Zootier                  | 21. Jh.       | * 2014 † 5. November 2019                           | Ziegenbock, der im Zoo von Wladiwostok mit dem Tiger Amur in einem Gehege zusammenlebte | Timur links                            |
| Topsy                                 | Asiatischer Elefant                                                       | Zirkustier               | 19./20. Jh.   | * um 1867 † 4. Januar 1903                          | Zirkuselefantin, starb 1903 durch Elektrokution |                                        |
| Toughie                               | Ecnomiohyla rabborum (Laubfrosch-Art)                                     | Forschungstier - Endling | 21. Jh.       | * vor 2005 † 26. September 2016                     | das letzte bekannte lebende Exemplar der Art |                                        |
| Trevor, World's loneliest duck        | Stockente                                                                 | Medientier               | 21. Jh.       | † Januar 2019                                       | Lebte als einzige Ente auf der isolierten Pazifik-Insel Niue. Vermutlich durch einen Sturm oder als blinder Passagier nach Niue gekommen lebte sie in einer Pfütze die deshalb von der Feuerwehr aufgefüllt wurde. |                                        |
| Tsavo                                 | Breitmaulnashorn                                                          | Zirkustier               | 20./21. Jh.   | * um 1975 † 5. März 2019                            | Zirkusnashorn des Circus Barum, das durch Circus Krone übernommen wurde. |                                        |
| Tsunamifisch                          | Schnabelbarsch                                                            | Medientier               | 21. Jh.       | * zwischen 11. März 2011 und 22. März 2013          | Überlebender des Tōhoku-Erdbeben 2011 |                                        |
| Tuffi                                 | Asiatischer Elefant                                                       | Zirkustier               | 20. Jh.       | * 1946 † 1989                                       | Junge Elefantenkuh, überlebte am 21. Juli 1950 den Sturz aus der Wuppertaler Schwebebahn in die Wupper |                                        |
| Tu’i Malila                           | Strahlenschildkröte                                                       | Zootier                  | 18.–20. Jh.   | * um 1773/1777 † 16. Mai 1966                       | Galt als die älteste aller Schildkröten, bis 2006 das Alter der indischen Riesenschildkröte Adwaita bekannt wurde |                                        |
| Vilja                                 | Asiatischer Elefant                                                       | Zootier                  | 20./21. Jh.   | * 1949 † 10. Juli 2010                              | Asiatische Elefantenkuh in der Stuttgarter Wilhelma und einer der ältesten Elefanten in Europa |                                        |
| Vitória                               | Weißkopfseeadler                                                          | Medientier               | 21. Jh.       | * um 2005                                           | Maskottchen von Benfica Lissabon |                                        |
| Washoe                                | Gemeiner Schimpanse                                                       | Forschungstier           | 20./21. Jh.   | * um September 1965 † 30. Oktober 2007              | Schimpansin aus Westafrika, die von Forschern, die mit ihr gearbeitet haben, als erstes nicht-menschliches Wesen bezeichnet wurde, das eine menschliche Sprache erlernt hat. |                                        |
| Willi                                 | Kegelrobbe                                                                | Medientier               | 20./21. Jh.   | * vor 1991 † nach 2017                              | Die weibliche Kegelrobbe hält sich regelmäßig im Hafenbecken von Hörnum (Sylt) auf. |                                        |
| Winnipeg (Winnie)                     | Amerikanischer Schwarzbär                                                 | Zootier                  | 20. Jh.       | * 1914 † 12. Mai 1934                               | Namensgeber von Pu der Bär (Winnie-the-Pooh) |                                        |
| Wisdom                                | Laysanalbatros                                                            | Medientier               | 20./21. Jh.   | * ca. 1951                                          | Ältester freilebender beringter Vogel der Welt | Albatros Wisdom (2011)                 |
| Wojtek                                | Syrischer Braunbär                                                        | Assistenztier            | 20. Jh.       | * 1941 † 1963                                       | Maskottchen und später offiziell Soldat des Zweiten Polnischen Korps, transportierte Munition in der Schlacht um Monte Cassino |                                        |
| Wolf von Ansbach                      | Wolf                                                                      | Medientier               | 17. Jh.       | fl. um 1685                                         | Menschen in Ansbach attackierender Wolf, dessen Fell am Galgen aufgehängt wurde |                                        |
| Yvonne                                | Hausrind                                                                  | Medientier               | 21. Jh.       | * 2005 † 3. September 2019                          | Entlaufene Kuh |                                        |
| Zarafa                                | Giraffe                                                                   | Zootier                  | 19. Jh.       | * um 1825 † 12. Januar 1845                         | Geschenk Muhammad Ali Paschas an Karl X. von Frankreich, lebte 18 Jahre im Jardin des Plantes und inspirierte die Pariser Damenwelt zu Frisuren „à la girafe“ |                                        |